# Antônio Correia Pinto de Macedo
Antônio Correia Pinto de Macedo (São Tomé de Correlhã; 12 de junio de 1719 - Lages, 28 de septiembre de 1783) Capitán mayor del Sertão de Curitiba y Lages, fue un bandeirantes, sertanísta y agricultor fundador de la ciudad de Lages.

## Biografía
Nacido en São Tomé de Correlhã, Reino de Portugal, llegó a Brasil en 1733 dese Lisboa. Recidió durante un año en Río de Janeiro y cuatro años en Minas Gerais. En 1738 inició su actividad de sertanista en Río Grande. En sus expediciones, purgó a bandidos del interior del Río Grande y Curitiba, y abrió rutas de comercio en la costa.
Formó alianza con el gobernador de la Capitanía de San Pablo, Morgado de Mateus, para comenzar su campaña se poblar el interior de Curitiba. Fue nombrado  Capitán mayor el 9 de julio de 1766, y el 7 de agosto recibió la orden de fundar los campos de Lages, además de organizar la defensa en el interior.
Fundó la villa de Lages el 22 de noviembre de 1766, la que fue elevada a villa el 22 de mayo de 1771. Ese mismo año fue condecorado con la Orden de Cristo. En 1779 se le asignó el grado de Capitán General de Lages por la reina María I de Portugal.
En su honor, existen el municipio de Correia Pinto, el Aeropuerto Antônio Correia Pinto de Macedo, la Ruta Correia Pinto de Lages y un monumento en su honor en la Plaza de la Bandera de Lages.
Fue tatara-tatara-tío de Adelino Delduque da Costa, administrador colonia y escritor, coronel en la Primera Guerra Mundial y gobernador de Damán en la India portuguesa